# 石方禹
石方禹（1925年—2009年1月31日），原名石美浩，福建福州人，生于印尼爪哇，中国电影事业家、评论家、剧作家、诗人，中国电影家协会原副主席，中华人民共和国文化部电影事业管理局原局长。